# Olios fugax
Olios fugax là một loài nhện trong họ Sparassidae.
Loài này thuộc chi Olios. Olios fugax được Octavius Pickard-Cambridge miêu tả năm 1885.